# Phoroncidia saboya
Phoroncidia saboya là một loài nhện trong họ Theridiidae.
Loài này thuộc chi Phoroncidia. Phoroncidia saboya được Herbert Walter Levi miêu tả năm 1964.